# الکساندرو نیلکا
الکساندرو نیلکا (مجاری: Sándor Nyilka؛ زادهٔ ۶ نوامبر ۱۹۴۵) ورزشکار شمشیربازی اهل رومانی است.
وی در مسابقات کشوری و بین‌المللی در مجموع برندهٔ ۲ مدال نقره، ۱ مدال برنز شده‌است.